# Ипполитов, Игорь Васильевич
И́горь Васи́льевич Ипполи́тов (1919—1995) — советский велогонщик и конькобежец, выступавший на всесоюзном уровне в конце 1930-х — начале 1950-х годов. Многократный чемпион СССР в велотрековых и конькобежных дисциплинах, победитель международных матчевых встреч, заслуженный мастер спорта. Также известен как тренер и автор методических пособий.

## Биография
Родился 19 апреля 1919 года в Москве. Рос в спортивной семье — его отец Василий Афанасьевич и дядя Платон Афанасьевич были заслуженными мастерами спорта СССР по конькобежному спорту. В детстве одновременно занимался конькобежным спортом и гонками на велосипедах, позже выступал за команду Военно-воздушных сил Московского военного округа, состоял в ЦДКА.
Первого серьёзного успеха в трековом велоспорте добился в 1939 году, когда стал чемпионом СССР в индивидуальном спринте.
Из-за начавшейся Великой Отечественной войны вынужден был прервать спортивную карьеру (будучи военнослужащим, участвовал в битве за Москву), однако впоследствии всё же вернулся в спорт и продолжил завоёвывать медали на самом высоком уровне: неоднократно был чемпионом страны в спринте (1944, 1946—1951), в гите на 500 метров с места и с ходу (1944), в омниуме (1944), в гите на 1 км (1946), в командной гонке преследования (1946, 1949, 1950). Побеждал в матчевых встречах со сборными Болгарии, Франции, Румынии. Имел успехи и в конькобежном спорте, трижды становился чемпионом страны на различных дистанциях. За выдающиеся спортивные достижения в 1947 году удостоен почётного звания «Заслуженный мастер спорта СССР».
Начиная с 1953 года Ипполитов занимался тренерской деятельностью в ЦСКА, позже тренировал сборную Москвы и сборную СССР (1956—1959). В поздние годы работал детским тренером в спортивной школе Союза юных пионеров. Является автором множества статей на спортивную тематику, печатавшихся в газетах «Вечерняя Москва», «Советский спорт» и прочих изданиях. Автор книг «Велосипедные гонки на короткие дистанции» (1949), «Конькобежный спорт в комплексе ГТО» (1950), «Велосипедный спорт» (1952), «Велосипедные гонки на треке» (1953), «Юный велосипедист» (1954), «Гонки на тандемах» (1957), «Русские скороходы» (1958), «Велосипедисты: Записки тренера» (1961).
За подготовку многих талантливых спортсменов признан «Заслуженным тренером РСФСР».
Умер в 1995 году, похоронен на пятом участке Новодевичьего кладбища в Москве.

## Награды
- Медаль «За оборону Москвы»[3]
- Медаль «За победу над Германией в Великой Отечественной войне 1941—1945 гг.»
- Медаль «За трудовую доблесть» (27.04.1957) — «за успехи, достигнутые в деле развития массового физкультурного движения в стране, повышения мастерства советских спортсменов, и успешное выступление на международных соревнованиях»